# Krzywosąd (imię)
Krzywosąd – staropolskie imię męskie, złożone z członów Krzywo- ("krzywo, błędnie") i -sąd ("sądzić").
Krzywosąd imieniny obchodzi 3 sierpnia.